# Macrobrochis leucospilota
Macrobrochis leucospilota är en fjärilsart som beskrevs av Mr. 1878. Macrobrochis leucospilota ingår i släktet Macrobrochis och familjen björnspinnare. Inga underarter finns listade i Catalogue of Life.